# Castiglione Olona
De Italiaanse plaats Castiglione Olona ligt in de provincie Varese (Lombardije). In de vierde eeuw is de plaats ontstaan uit een Romeins soldatenkamp. Rond het jaar 1000 kwam het dorp in handen van de familie Castiglioni, waar het naar vernoemd is. Het achtervoegsel "Olona" verwijst naar de river waaraan het dorp gelegen is.
Castiglione Olona behoort tot de best geconserveerde middeleeuwse plaatsen van Lombardije. De plaats, met zijn Toscaanse uiterlijk, telt enkele bijzondere bezienswaardigheden. Het 14de-eeuwse religieuze centrum La Collegiata ligt op het hoogste punt van de plaats en is voor publiek geopend. Twee andere interessante bouwwerken zijn het Palazzo Branda Castiglioni en de kerk Chiesa di Villa (1430).
Net buiten Castiglione Olona ligt de Piccolo Stelvio, een geliefd bij amateurwielrenners. De naam van deze steile klim met een aantal haarspeldbochten verwijst naar de beroemde Stelviopas.
De plaats heeft een station aan de spoorlijn Varese-Milaan (Ferrovie Milano Nord). Tot 1977 was Castiglione Olona ook een halte op de spoorwegverbinding tussen Castellanza en het Zwitserse Mendrisio. De zogenaamde Ferrovia della Valmorea werd in dat jaar opgeheven.

## Afbeeldingen

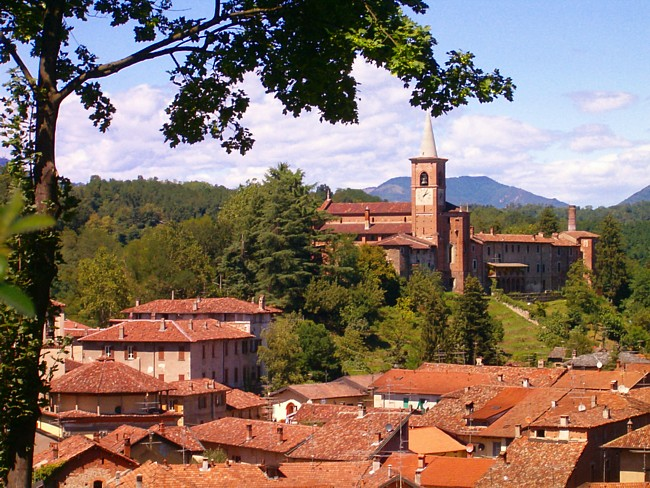
Castiglione Olona
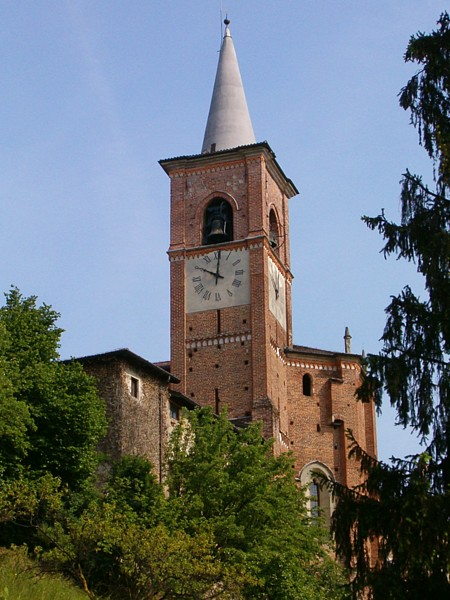
La Collegiata